# Вулиця Любомира Гузара (Дніпро)
Вулиця Любомира Гузара — вулиця в Соборному районі міста Дніпро.
Прилучається до вулиці Горяної, Лешко-Попеля.

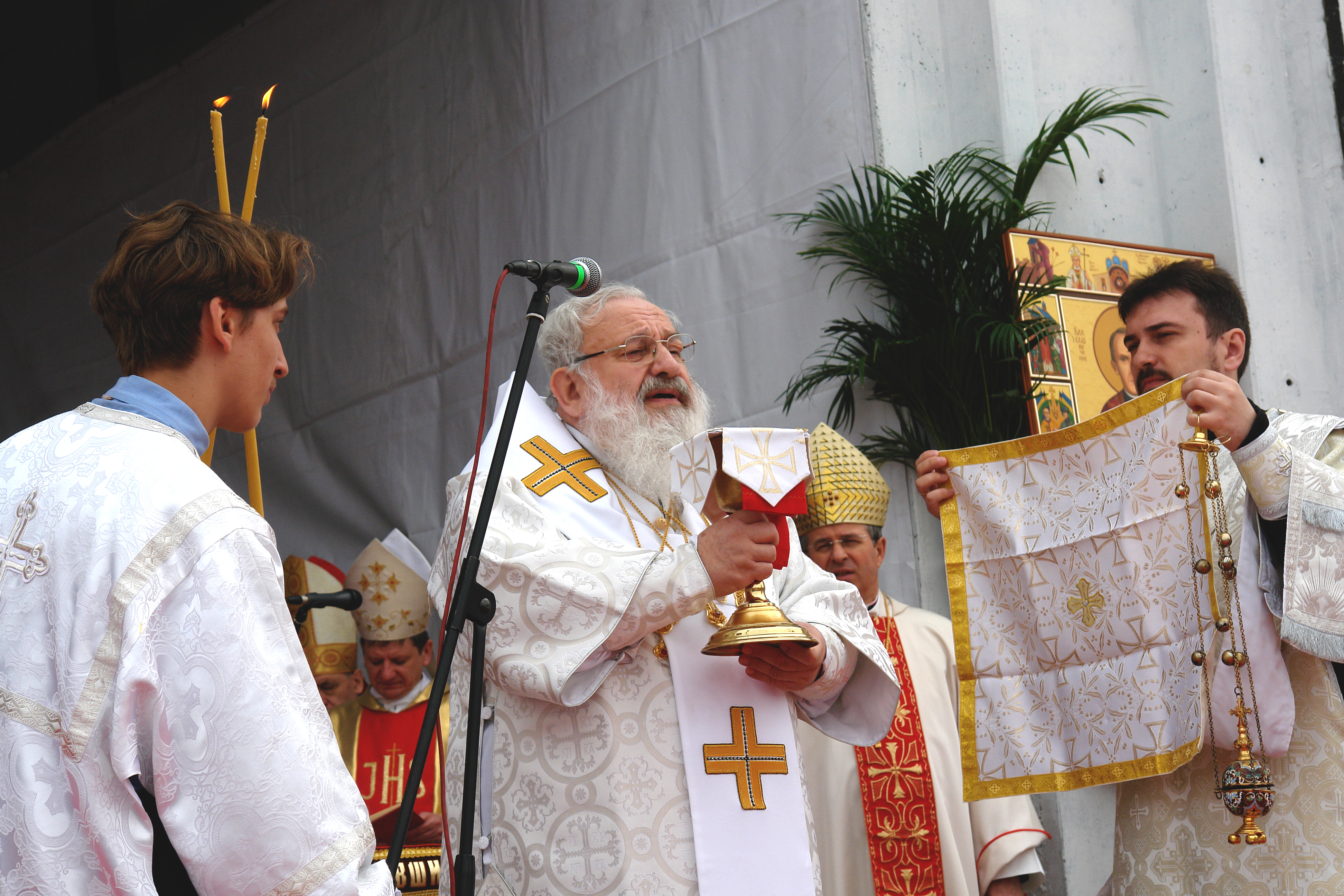
Кардинал Любомир Гузар (1933-2017)

## Історія
У радянські часи носила назву на честь російського міста Тихвін Ленінградської області.
22 лютого 2023 року Дніпровська міська рада перейменувала вулицю на честь єпископа УГКЦ Любомира Гузара. Це була ініціатива громадської організації "Січеславська Просвіта" та громада Української греко-католицької церкви.

## Перехресні вулиці
Вулиця Дернова